# 木村松本建築設計事務所
木村松本建築設計事務所（きむらまつもとけんちくせっけいじむしょ）は、建築家木村吉成と松本尚子による日本の建築設計事務所。京都を拠点として幅広く建築設計を手がけている。

## 略歴
参照。木村吉成（1973年-　）和歌山県生まれの建築家。1996年大阪芸術大学芸術学部建築学科卒業。根岸一之に師事。狩野忠正建築研究所を経て、2003年に松本尚子と木村松本建築設計事務所を共同設立。武庫川女子大学、京都造形芸術大学、大阪工業大学にて非常勤講師。

## 主な作品
- 2004年「澤」
- 2009年「tutuji」
- 2010年 ”ゼロ年代”の都市・建築・アート「CITY 2.0--WEB世代の都市進化論」
- 2012年 住宅兼アトリエ兼ギャラリー「K」[2][3]
- 2012年 住宅兼アトリエ「mina」[4]
- 「泉北ほっとけないネットワーク」泉北ニュータウン再生プロジェクト[5]
- 2012年「シノ」
- 2015年「Nの住宅地の住宅」
- 2014-　ハイツYの修理| Y HEIGHTSの"修復"
- house HS[6]
- 2013年 シノハウス[7]
- 2019　ba hutte（バヒュッテ）
- HOSULI bakery+cafe
- house T / salon T、house A / shop B[8][9][10]
- house／studio O＋U [11]

## 受賞歴
- 2013年 LIXILデザインコンテスト入賞（「K」）
- 2017年 第33回吉岡賞（houseT/salonT）
- 2016年 第19回CSデザイン賞（「ハイツYの修理」）
- 2008年SDレビュー入賞（「三人の作家のためのアトリエと住宅」）
- 2013年 都市住宅学会賞業績賞を共同受賞（「泉北ほっとけないネットワーク」）
- 2015年 JIA東海住宅建築賞　大賞受賞（「Ｎの住宅地の住宅」）
- 2015年 中部建築賞　入選（「Ｎの住宅地の住宅」）
- 2018年 第2回日本建築設計学会賞受賞（「house A/shop B」）
- 2018年 JIA関西建築家新人賞受賞（「house A/shop B」）